# Май, Гизела
Гизе́ла Май (нем. Gisela May; 31 мая 1924, Вецлар — 2 декабря 2016, Берлин) — немецкая (восточногерманская) актриса театра и кино, певица; широко известна как исполнительница зонгов Бертольта Брехта.

## Биография
Родилась в семье писателя, коммерсанта, социал-демократа, деятеля немецкого антивоенного движения Фердинанда Мая (Ferdinand May) и актрисы-коммунистки Кете Май (Käte May). Получила домашнее музыкальное образование под руководством друга семьи — музыкального педагога, пианиста Альфреда Шмидта-Заса (Alfred Schmidt-Sas), в 1943 году казнённого нацистами за антивоенную пропаганду. В 1940—1942 годах обучалась актёрскому мастерству в Лейпциге; дебютировала на сцене в Дрездене. До 1945 года играла в театрах Данцига и Гёрлица, затем, в 1945—1951 годах, в Шверине и Халле.
В 1951 году Вольфганг Лангхоф пригласил Гизелу Май в столичный Немецкий театр; известность ей принесли главные женские роли в «Минне фон Барнхельм» Г. Э. Лессинга, «Норе» Г. Ибсена и «Воццеке» Г. Бюхнера. В 1961 году, по приглашению Елены Вайгель, Май перешла в «Берлинер ансамбль», где ей пришлось осваивать непривычный «эпический» стиль исполнения; тем не менее очень скоро она стала одной из ведущих актрис театра, получив признание в том числе и в брехтовском репертуаре. На сцене «Берлинер ансамбль» Май выступала более тридцати лет; её вершинным достижением стала мамаша Кураж в новой постановке пьесы Б. Брехта. Выдержав сравнение с легендарной Кураж Елены Вайгель, Май играла эту роль в течение 13 лет, до своего вынужденного ухода: в 1992 году она оказалась в числе 15 незаконно уволенных сенатом актёров и сотрудников театра Брехта.
Покинув «Берлинер ансамбль», Гизела Май выступала на разных сценах, в том числе в берлинском Театре Возрождения (Renaissance-Theater). В родной театр она вернулась в 2000 году, когда «Берлинер ансамбль» возглавил Клаус Пайман, — с моноспектаклем, посвящённым Курту Вайлю («Gisela May singt und spricht Kurt Weill»).
В кинематографе Гизела Май дебютировала в 1951 году в небольшой роли в фильме Фалька Харнака «Топор Вандсбека». Много работала на телевидении, но всегда оставалась преимущественно театральной актрисой; параллельно с работой в «Берлинер ансамбль» выступала в мюзиклах: играла главную роль в «Хелло, Долли!» Дж. Хермана на сцене «Комише опер» и фройляйн Шнайдер в знаменитом «Кабаре» Дж. Кадера в Театре Запада.
Широкую международную известность Гизеле Май принесли концертные программы, в том числе и литературно-музыкальные (с популярным актёром Альфредом Мюллером), составленные из сочинений Ханса Эйслера и Пауля Дессау, Б. Брехта, Э. Вайнерта, К. Тухольского и Э. Кестнера. С этими программами, а также с французским шансоном актриса гастролировала во многих странах Европы, совершила турне по Америке и Австралии, выступала на сценах Карнеги-холла и «Ла Скала». На Западе её называли «первой леди политической песни». На протяжении многих лет концертмейстером Гизелы Май был известный немецкий композитор, аранжировщик и пианист Манфред Шмитц.
С 1972 года — член Академии искусств (до объединения Германии — Академии искусств ГДР).
Гизела Май является автором книг «Моими глазами. Встречи и впечатления» (Mit meinen Augen. Begegnungen und Impressionen, 1977) и «Времена меняются. Воспоминания» (Es wechseln die Zeiten. Erinnerungen, 2002).

### Личная жизнь
В 1956—1965 годах Гизела Май состояла в браке с журналистом Георгом Хонигманом (Georg Honigmann). С 1965 по 1974 год жила в гражданском браке с философом-марксистом, профессором Берлинского университета имени Гумбольдта Вольфгангом Харихом (Wolfgang Harich).

## Творчество

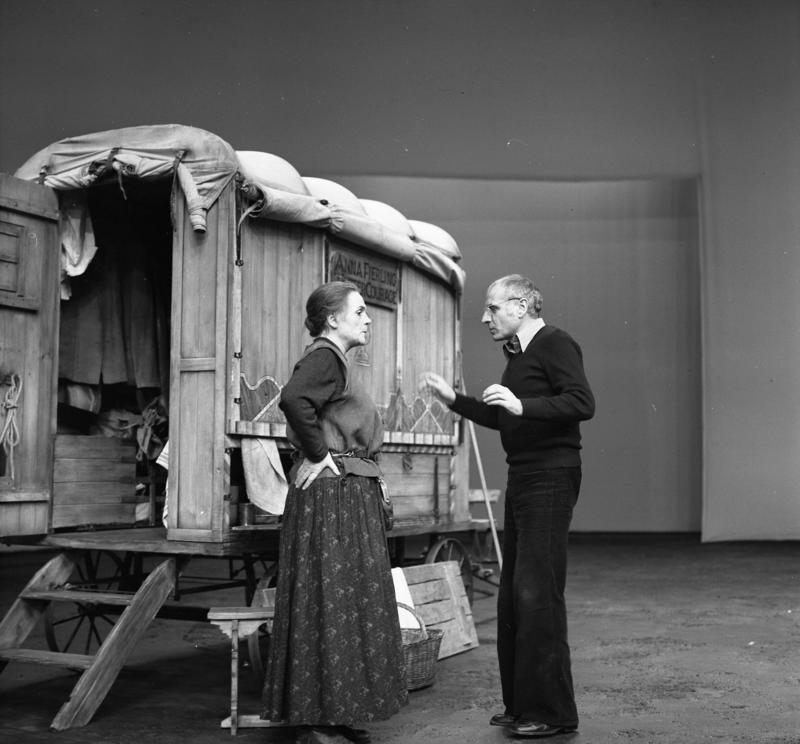
Гизела Май и Манфред Векверт на репетиции спектакля «Мамаша Кураж и её дети». Театр «Берлинер ансамбль», 1978

### Театральные работы
Немецкий театр
- 1951 — «Минна фон Барнхельм» Г. Э. Лессинга — Минна фон Барнхельм
- 1957 — «Нора», по пьесе Г. Ибсена «Кукольный дом» — Нора
- 1958 — «Воццек» Г. Бюхнера — Мари

«Берлинер ансамбль»
- 1962 — «Бобровая шуба» Г. Гауптмана — фрау Вольфен
- 1962 — «Дни Коммуны» Б. Брехта. Постановка М. Векверта и Й. Теншерта — мадам Кабе
- 1963 — «Швейк во Второй мировой войне» Б. Брехта. Постановка Эриха Энгеля и Вольфганга Линцки — пани Копецка
- 1964 — «Пурпурная пыль» Шона О’Кейси. Постановка М. Векверта и Х.-Г. Зиммгена
- «Трёхгрошовая опера» Б. Брехта — госпожа Пичем
- 1978 — «Мамаша Кураж и её дети» Б. Брехта. Постановка М. Векверта — Анна Фирлинг

Другие театры
- «Хелло, Долли!» Дж. Хермана — Долли («Комише опер»)
- «Кабаре» Дж. Кадера — фройляйн Шнайдер (Театр Запада)

### Фильмография
- 1951 — Топор Вандсбека / Das Beil von Wandsbek — работница
- 1958 — Тильман Рименшнайдер / Tilman Riemenschneider — эпизод
- 1959 — Старая любовь / Eine Alte Liebe — Фрида Вальковиак
- 1960 — Жизнь начинается / Das Leben beginnt — главный врач
- 1960 — Пять дней, пять ночей / Fünf Tage — Fünf Nächte (СССР, ГДР) — заключённая концлагеря
- 1960 — Решение доктора Арендта / Die Entscheidung des Dr. Ahrendt — фрау Крёгер
- 1960 — Шаг за шагом / Schritt für Schritt — фрау Хельвиг
- 1961 — Синий свет (ТВ) / Blaulicht — Иза Бекманн
- 1963 — Карл фон Осецкий (ТВ) / Carl von Ossietzky — Эдит Якобсон
- 1965 — Орфей спускается в ад (ТВ) / Orpheus steigt herab — Леди Торренс
- 1968—1972 — Беспрецедентные уголовные дела (ТВ) / Kriminalfälle ohne Beispiel — Мария-Анна Крёйцер / Вера Брюне
- 1971 — Последнее слово (ТВ) / Das letzte Wort — Анна Розье
- 1971 — Свидетель происшествия (ТВ) / Der Unfallzeuge — Наоми Шон
- 1975 — Снег с крыши (ТВ) / Dachlawine — Эдна
- 1977 — Маркиза (ТВ) / Die Marquise — маркиза Элоиза де Кестурнель
- 1977 — Обольщения (ТВ) / Die Verführbaren — Адель Фукс
- 1978 — Флёр Лафонтен (ТВ) / Fleur Lafontaine — Кете Лафонтен
- 1979 — Идол из Мордасова (ТВ) / Das Idol von Mordassow — Москалёва
- 1983 — Два врача (ТВ) / Zwei Ärztinnen — доктор Эрика Дёрге
- 1984 — Три прекрасные сестры (ТВ) / Drei reizende Schwestern — фройляйн Бирнштенгель / Вера Унентвегт
- 1985 — Только в кино / Csak egy mozi (Венгрия) — мать Петера
- 1990 — Die Hallo-Sisters — Майка
- 1994 — Молчание сердца (ТВ) / Le silence du coeur (Франция) — Марта
- 2000 — Доктор Зоммерфельд (ТВ) / Dr. Sommerfeld — Neues vom Bülowbogen — Лина Блюм
- 2007 — Адельхайд и её убийцы (ТВ) / Adelheid und ihre Mörder — Роза Мюллер-Граф-Кледич

### Дискография
- 1965 — Erich Weinert — Den Gedanken Licht, den Herzen Feuer, den Fäusten Kraft
- 1966 — Gisela May singt Brecht, Eisler, Dessau (фрагменты из «Happy End», «Расцвета и падения города Махагони» и «Трёхгрошовой оперы»)
- 1966 — Gisela May — Brecht/Weill
- 1967 — Kämpfendes Vietnam
- 1968 — Gisela May singt Erich Kästner
- 1968 — Günther Cwojdrak (Auswahl): Im Banne einer blassen Stunde (с Эльзой Грубе-Дайстер, Фредом Дюреном и др.)
- 1969 — Gisela May u. Wolf Kaiser — Irgendwer hat einmal gesagt…
- 1969 — Die spezielle Note — Neue Chansons
- 1972 — Brecht-Songs mit Gisela May
- 1972 — Gisela May singt Tucholsky
- 1972 — Gert Natschinski — Mein Freund Bunbury. Musical nach Oscar Wilde
- 1972 — Hallo Dolly!
- 1974 — Hoppla wir leben
- 1975 — Hanns Eisler. Lieder
- 1976 — Gisela May singt Brecht/Dessau
- 1976 — Die Mädchen von La Rochelle. Chansons aus dem alten Frankreich
- 1977 — Canto General / Der große Gesang (музыкально-поэтическая композиция по мотивам произведений Пабло Неруды)
- 1979 — Gisela May — Chansons bleiben Chansons (Jacques Brel)
- 1980 — Gisela May und Alfred Müller — Im Ernst, wir meinen es heiter…
- 1988 — Mikis Theodorakis — Lieder (с Танассисом Мораитисом)
- 2002 — MarLeni (с Гизелой Улен)
- 2004 — Bernd Alois Zimmermann — Die fromme Helene
- 2005 — Die May (8 CD / 1 DVD, буклет). — Bear Family Records. — ISBN 978-3-89916-155-7

## Награды и премии
- Национальная премия ГДР — 1963, 1973, 1988
- Премия за достижения в области искусства и литературы (ГДР) — 1969
- Премия Объединения свободных немецких профсоюзов за достижения в области искусства (ГДР) — 1979
- Орден «За заслуги перед Отечеством» I степени (ГДР) — 1980
- Орден «За заслуги перед Федеративной Республикой Германия» (крест заслуг I степени) — 2004